# STOP COVID19 CAT
STOP COVID19 CAT, també anomenada STOP COVID19, és una aplicació web i mòbil de salut sobre la malaltia COVID-19.
L'aplicació té per objectiu donar resposta a les necessitats d'informació de la ciutadania amb relació a aquesta malaltia, a través d'un qüestionari que indica si es té la possibilitat de tenir-ne, i recollir dades de la població per tal de poder crear mapes de calor pel quadre de comandament.
Disposa de versió web i per a sistemes operatius Android i iOS.
Les dades sobre símptomes reportats es poden consultar a l'Agència de Qualitat i Avaluació Sanitàries de Catalunya.